# Wijbert Lindeman

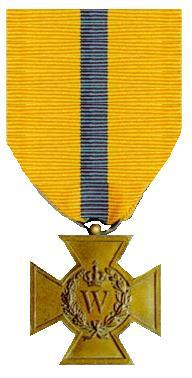
Bronzen Kruis

Wijbertus Johannes (Wijbert, Wybert) Lindeman (Hengelo, 25 juli 1908 – Amstelveen, 12 januari 1988) was een Nederlands technicus bij Fokker. Tijdens de bezetting was hij Engelandvaarder.

## Ontsnapping
Lindeman is in de vroege ochtend van 6 mei 1941 naar Engeland gevlogen vanaf het IJ richting Hembrug. Aan de knuppel zat Govert Steen, de andere passagiers waren Mickey Beelaerts van Blokland en verzetsman Wim Boomsma. Het was de vier mannen gelukt een Duits watervliegtuig te stelen. Deze Fokker T.VIIIw lag in de Amsterdamse Minervahaven op ongeveer 100 meter van de wal. Er was geen rubber boot te vinden, maar met een drijfzak lukte het de mannen om aan boord te komen. Nadat de piloot het vliegtuig had kunnen starten en ze het anker hadden opgehaald, vlogen ze weg. Aanvankelijk leek het vliegtuig niet goed los te komen en tegen de zware pijlers van de brug te pletter te slaan, maar op het laatste moment lukte het de brug te ontwijken.
Beelaerts had een Bézardkompas bij zich, dat hen in hun metalen vliegtuig echter de verkeerde weg wees. Hij kon echter op de sterren navigeren. Vijf kwartier later werd het vliegtuig, dat voorzien was van hakenkruizen, door de Britse luchtafweer beschoten. Na een noodlanding op het strand van Broadstairs bij Margate werden ze door de kustwacht opgewacht. Boomsma zwaaide met de Nederlandse vlag om misverstanden te voorkomen. Onder politiebegeleiding werden ze naar Londen werden gebracht om ondervraagd te worden. Lindeman werd onderscheiden met het Bronzen Kruis. Lindeman werd ingedeeld bij de Prinses Irene Brigade.
Jan Hof schreef in 1980 een boek over deze ontsnapping: Don't shoot ... we are Dutch.